# Cachoeira Grande
Cachoeira Grande es un municipio brasileño del estado de Maranhão. Según el censo del IBGE del año 2010, la población era de 8442 habitantes.